# Okres Nitra
Der Okres Nitra ist ein Verwaltungsgebiet im Westen der Slowakei mit einer Fläche von 871 km² und 163.764 Einwohnern (2004, 2001 waren es 163.540, davon 149.060 (= 91,1 %) slowakischer und 10.956 (= 6,7 %) ungarischer Herkunft).
Historisch gesehen liegt der Bezirk zum größten Teil im ehemaligen Komitat Neutra (Westen), ein kleinerer Teil im Osten um den Ort Vráble gehört zur ehemaligen Komitat Bars (siehe auch Liste der historischen Komitate Ungarns).

## Bevölkerung
| Jahr                | 1994    | 2004    | 2014    | 2024    |
| ------------------- | ------- | ------- | ------- | ------- |
| Anzahl der Personen | 162.491 | 163.764 | 160.241 | 164.577 |
| Unterschied         |         | +0,78 % | −2,15 % | +2,70 % |

| Jahr                | 2023    | 2024    |
| ------------------- | ------- | ------- |
| Anzahl der Personen | 164.820 | 164.577 |
| Unterschied         |         | −0,14 % |

## Städte
- Nitra (Neutra)
- Vráble

## Gemeinden
| - Alekšince (Alaxinetz) - Báb - Babindol - Bádice - Branč - Cabaj-Čápor - Čab - Čakajovce - Čechynce - Čeľadice - Čifáre (Fäsch) - Dolné Lefantovce (Unterelefant) - Dolné Obdokovce - Golianovo - Horné Lefantovce (Oberelefant) - Hosťová - Hruboňovo - Ivanka pri Nitre (Iwanka) - Jarok - Jelenec | - Jelšovce - Kapince (Kapintz) - Klasov - Kolíňany - Lehota - Lúčnica nad Žitavou - Lukáčovce - Lužianky - Ľudovítová - Malé Chyndice - Malé Zálužie - Malý Cetín (Kleinzitin) - Malý Lapáš - Melek - Mojmírovce - Nitrianske Hrnčiarovce - Nová Ves nad Žitavou (Neudorf) - Nové Sady - Paňa - Podhorany | - Pohranice (Pogranitz) - Poľný Kesov - Rišňovce (Ritschen) - Rumanová - Svätoplukovo - Štefanovičová - Štitáre - Šurianky - Tajná - Telince - Veľká Dolina - Veľké Chyndice - Veľké Zálužie - Veľký Cetín (Großzitin) - Veľký Lapáš - Vinodol (Sillesch) - Výčapy-Opatovce - Zbehy - Žirany - Žitavce |

Das Bezirksamt ist in Nitra, eine Zweigstelle in Vráble.

## Kultur
In dem Artikel Denkmalgeschützte Objekte im Okres Nitra findet man Informationen über die vom slowakischen Denkmalamt geschützten Objekte im Okres.